# Führerhauptquartier Olga
Das Führerhauptquartier Olga war eine nahe der Stadt Orscha in der Sowjetunion während des Zweiten Weltkrieges errichtete Bunkeranlage.
Die Anlage wurde an der von der Wehrmacht Rollbahn genannten Straßenverbindung Brest–Moskau bei Orscha, rund 200 Kilometer nordöstlich von Minsk, zwischen Juli und September 1943 durch die Organisation Todt errichtet. Der Komplex bestand aus einem Bunker, einigen Blockhäusern und mehreren hölzernen Baracken. Die ersten Besprechungen zur Errichtung der Anlage fanden am 20. Juni 1943 in der Wolfschanze in Ostpreußen statt. Zur weiteren Planung des Bauvorhabens war Oberbauleiter Müller am 27. Juni 1943 erstmals vor Ort. Das Projekt wurde nie fertiggestellt und nach der deutschen Niederlage in der Schlacht bei Kursk und dem anschließenden Rückzug der Wehrmacht im Oktober 1943 aufgegeben. Bis zum Projektabbruch waren rund 400 Kubikmeter Beton verbaut und Baracken und Blockhäuser mit 3599 Quadratmetern Nutzfläche errichtet worden. Der für Hitler vorgesehene Bunkerkomplex wurde nicht fertiggestellt.